# Matigramma pulverilinea
Matigramma pulverilinea là một loài bướm đêm trong họ Erebidae.